# Скијање за светлост
Скијање за светлост (енг. Ski for Light) је непрофитна организација основана 1975. године у Сједињеним Америчким Државама са циљем да пружи могућност  особама са оштећеним видом и покретљивошћу да искусе скијашко трчање. Ова организација је временом постала и и домаћин годишњег догађаја који траје недељу дана и спроводи се на различитим локацијама широм САД.

## Историја
Идеја о учењу слепих и слбовидих особа да скијају почела је са Ерлингом Стордалом, слепим норвешким музичарем, чији су напори довели до стварања Ridderrennet-а, или витешке трке, први пут одржане 1964. године у  Беитостолену, Норвешка. Ridderrennet данас угошћује више од 1.000 учесника са инвалидитетом и водича из целог света.  
Идеју за оснивање организације Скијање за светлост, по узору на Ridderrennet, донели су у Сједињене Америчке Државе 1975. године Олав Педерсен, који је био инструктор скијања на скијалишту Брекенриџ, и Бјарне Еикевик, председних међународне организације Синови Норвешке (енг. Sons of Norway). 

## Организација и управљање
Ski for Light је волонтерска организација, коју води одбор директора из заједнице скијаша са инвалидитетом и водичима који присуствују годишњем догађају. Њен приход потиче првенствено од хонорара које плаћају учесници догађаја, допуњених задужбинама и прикупљањем средстава од добровољних прихода.
Постоји девет независних, повезаних организација широм Сједињених Америчких Држава, које деле име „Ski for Light“. Они одржавају мање догађаје за скијаше са инвалидитетом у Калифорнији, Колораду, Мичигену, Монтани, Новој Енглеској, Пенсилванији, Јужној Дакоти, Вашингтону и Висконсину.